# Carlsberg
Carlsberg  è una delle più importanti società produttrici di birra al mondo, presente in circa 50 nazioni.
Gli uffici centrali sono situati a Valby, quartiere di Copenaghen. Il marchio principale della società è la birra Carlsberg, ma produce anche birra Tuborg oltre a singoli marchi nazionali. L'azienda è stata fondata nel 1847 da Jacob Christian Jacobsen. Dopo la fusione con il gruppo birrario norvegese Orkla nel gennaio 2001, Carlsberg è diventata il quinto gruppo mondiale nella produzione di birra.

## Storia

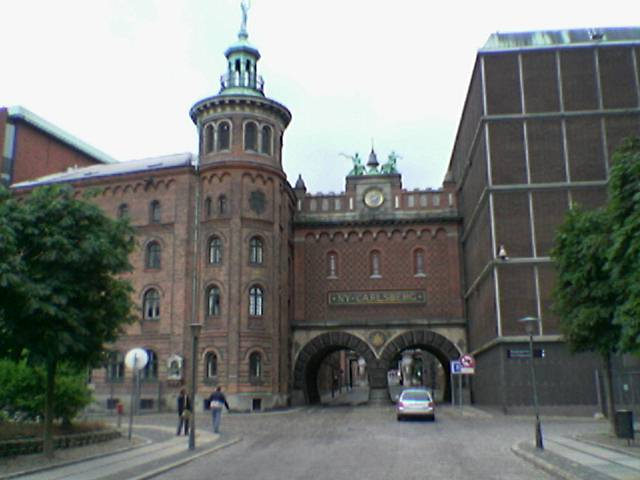
Esterno dello stabilimento Carlsberg

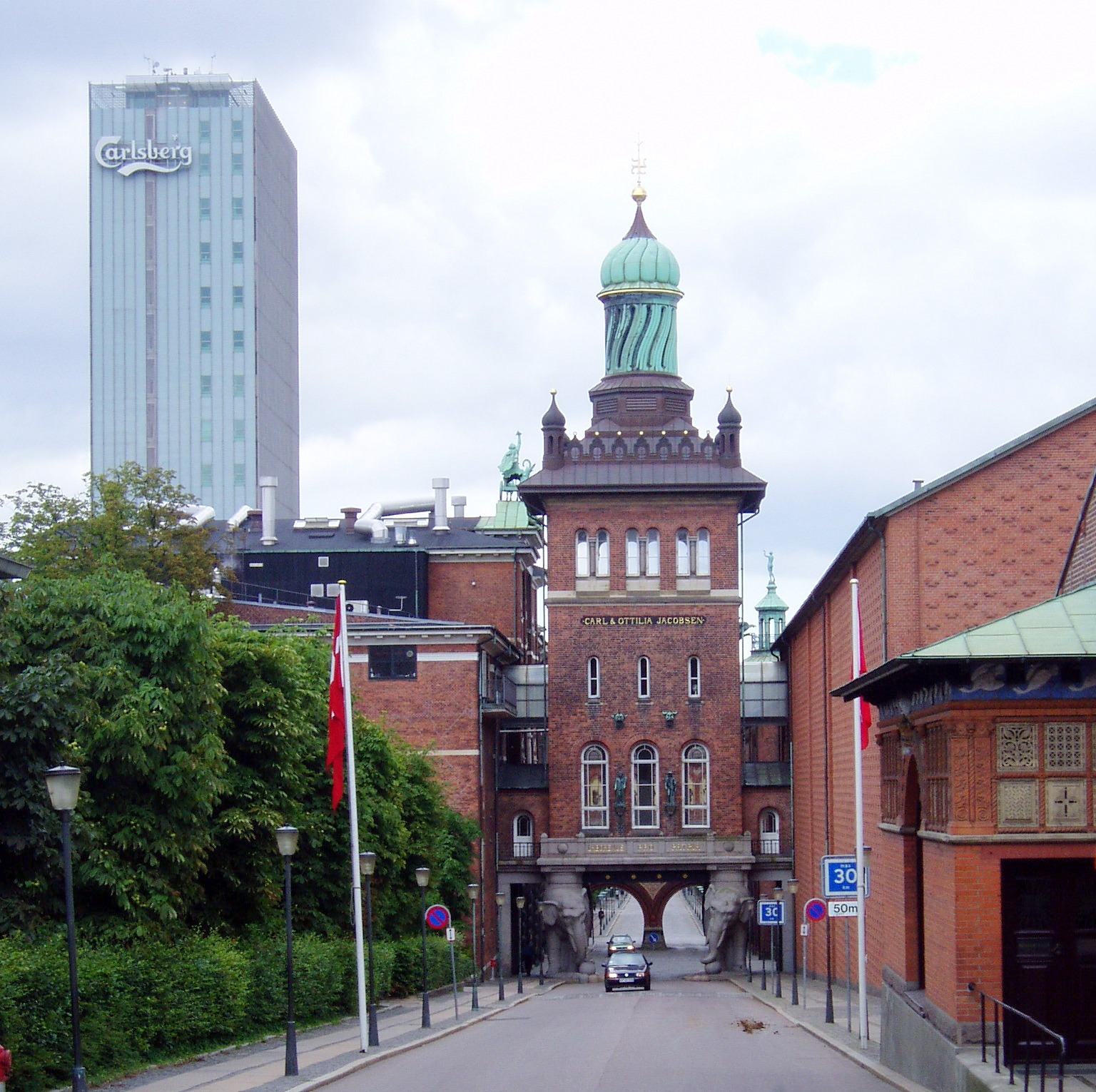
Gli uffici centrali Carlsberg

Carlsberg fu fondata da J. C. Jacobsen; la prima cotta fu prodotta il 10 novembre 1847. L'esportazione della birra Carlsberg iniziò nel 1868. Tra i loghi originali della società vi è l'elefante (da cui il nome di alcune delle sue lager) e la svastica (originariamente simbolo della Ny Carlsberg). L'uso di quest'ultima fu interrotto negli anni trenta a causa della sua associazione con il nazismo.
Il fondatore di Carlsberg, Jacobsen fu un filantropo e un grande collezionista d'arte. Grazie al suo successo negli affari ebbe la possibilità di accumulare una impressionante collezione d'arte che è ora conservata nella Ny Carlsberg Glyptotek, al centro di Copenaghen. Jacobsen fondò il Laboratorio Carlsberg nel 1875, dove introdusse un approccio più scientifico al processo di fabbricazione della birra. L'istituto contava un dipartimento di chimica e uno di fisiologia.
Il lievito impiegato per la produzione delle birre lager fu isolato in questo istituto nel 1883 dal professor Hansen, prendendo il nome: Saccharomyces carlsbergensis (poi successivamente rinominato Saccharomyces pasteurianus). Per espresso volere di Jacobsen la scoperta venne resa disponibile a tutti i produttori di birra.
Il concetto di pH fu lì sviluppato, così come molte conoscenze nell'ambito della chimica delle proteine. Il laboratorio ha fatto parte della Fondazione Carlsberg fino al 1972, quando fu rinominato "Carlsberg Research Centre" e trasferito nella birreria.

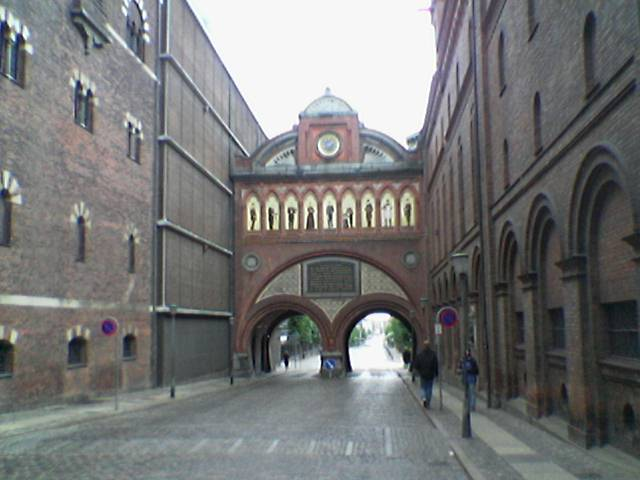
Vista di uno dei cancelli dello stabilimento Carlsberg

Nel 1882 il figlio di Jacobsen, Carl, ritornato in Danimarca dopo aver studiato i processi di produzione della birra in altri paesi europei fondò la Ny (nuova) Carlsberg che nel giro di pochi anni superò nelle vendite la società originale. Tra il padre ed il figlio sorsero presto dei dissidi culminati nel tentativo di Jacobsen di convincere il figlio a cambiare il nome del suo birrificio. I due si riconciliarono solo nel 1886, poco prima della morte di Jacobsen. Nel 1889 iniziarono le esportazioni verso l'Asia.
Nel 1904 iniziò la produzione della Carlsberg Pilsener; il disegno dell'etichetta fu affidato all'architetto e designer Thorvald Bindesbøll; nello stesso anno la Carlsberg divenne il primo birrificio danese a definire un accordo per la fornitura di birra alla casa reale danese, da qui la presenza di una corona nel disegno dell'etichetta.
La divisione tra nuovo e vecchio birrificio continuò fino al 1906 quando le due società furono fuse formando la Carlsberg Breweries in cui Carl Jacobsen assunse la carica di direttore amministrativo. Nel 1932 venne aperto un ufficio specificatamente destinato all'esportazione all'estero della birra. Nel 1954 furono firmati con aziende irlandesi, maltesi e gibilterrine i primi accordi che prevedevano l'imbottigliamento in loco per il mercato locale. Nel 1966 la Carlsberg venne prodotta per la prima volta fuori dal territorio danese, ad opera del birrificio cipriota Photiades.
Nel 1970 Carlsberg acquistò la società Tuborg; nello stesso anno la società venne quotata alla Borsa di Copenaghen. Nel 1992 si fuse con la Tetley. Possiede due birrerie in Cina, a Huizhou e Shanghai. Una terza, situata ad Hong Kong, è stata chiusa nel 1999 a causa degli alti costi di esercizio. La birreria Carlsberg di Shanghai ha iniziato la produzione nel 1998. Nel 2002 viene completato l'acquisto del Birrificio Angelo Poretti, di Induno Olona (presso Varese), produttore di birra Poretti (chiara), delle doppio malto Bock Chiara e Bock Rossa e Splügen (prodotta dall'acquisto del Birrificio Splüga avvenuto negli anni cinquanta).
Nel 2006 Carlsberg brevetta un innovativo metodo di spillatura, denominato Draughtmaster, che elimina il ricorso all'anidride carbonica e sostituisce i tradizionali fusti metallici a rendere con quelli in PET (materiale riciclabile). Nel 2011 la tecnologia stessa è a disposizione dei consumatori con il marchio Drink Different. Nel gennaio 2008 insieme a Heineken ha acquistato il controllo del gruppo britannico Scottish & Newcastle (S&N) ottenendo il controllo di Baltic Beverages Holdings e delle attività di S&N in Francia, Grecia, Cina e Vietnam. In seguito all'operazione la Carlsberg ha assunto il controllo della Baltic Beverages Holdings, maggiore società russa del settore bevande che era nata come joint venture al 50% tra Carlsberg e Scottish & Newcastle. Dal 2008 Carlsberg produce e vende il sidro Somersby. Con il marchio Carlsberg sono fabbricati anche accessori e capi di abbigliamento.

## Sponsorizzazioni
Carlsberg è stato lo sponsor principale dei campionati europei di calcio del 2004 e dal 1973 usa lo storico slogan:
(Traduzione: probabilmente la migliore birra nel mondo)
È stato sponsor per 18 anni del Liverpool e lo è tuttora del F.C. Copenaghen, oltre che sponsor secondario della Nazionale di calcio irlandese. Carlsberg sponsorizza inoltre altri eventi sportivi come golf, sci e gli Europei 2016.
Inoltre, Carlsberg è sponsor del "probably the best view in the world" dalla Sky Tower a Singapore.

## Marchi

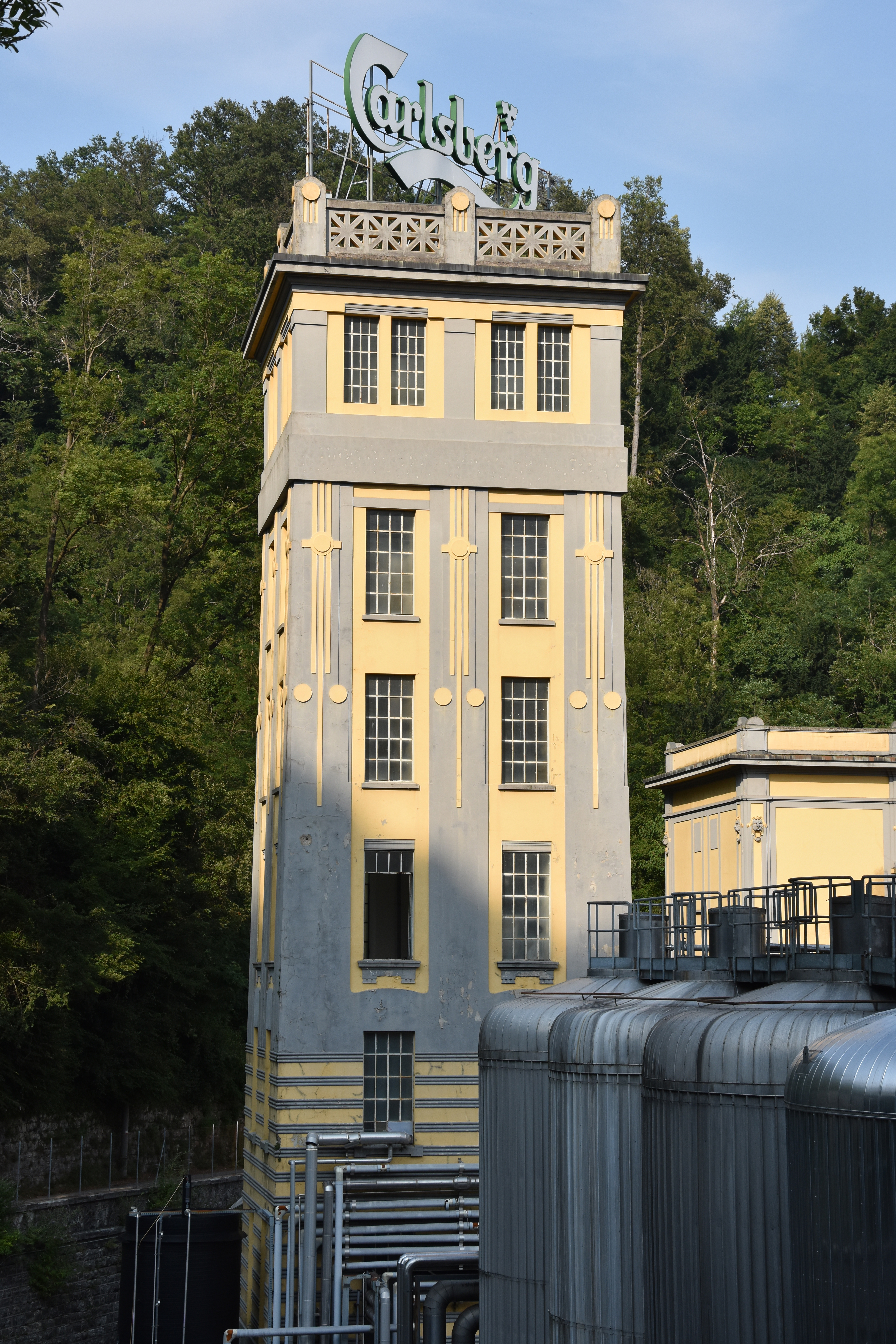
Il Birrificio Angelo Poretti

Marchi detenuti dal Gruppo Carlsberg:
- Carlsberg (Globale)
- Carlsberg Export (Regno Unito)
- Tuborg (Europa)
- Elephant (Europa)
- Carls Jul (Regionale)
- Tetley's (Regno Unito)
- Mythos (Grecia)
- Holsten (Germania)
- Lav (Serbia)
- Feldschlösschen AG (Svizzera)
- Cardinal Lager (Svizzera)
- Baltika (Russia) - tramite joint venture 50-50 con Scottish-Newcastle BBH
- Pripps (Svezia)
- Carnegie Porter (Svezia)
- Falcon (Svezia)
- Karhu (Finlandia)
- Koff (Finlandia)
- Birrificio Angelo Poretti (Italia)
- Ringnes (Norvegia)
- Okocim, Bosman e Harnas (Polonia)
- L'vivs'ke (Ucraina)
- Pirinsko e Šumensko (Bulgaria)
- Švyturys (Lituania)
- Saku (Estonia)
- Splügen, (Italia)
- Troy and Venüs (Turchia)
- Chang beer (Thailand)
- Grimbergen (Belgio).

## Le birre a marchio Carlsberg

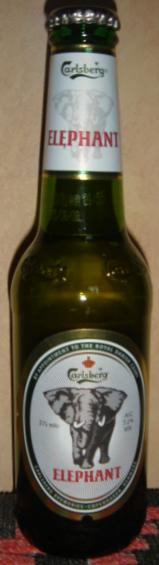
Una bottiglia di Carlsberg Elephant

- Carlsberg: birra Pilsener con grado alcolico 5% prodotta a partire dal 1904[8].
- Carlsberg 0.0%:Versione analcolica della Carlsberg tradizionale[9]
- Carlsberg Special Brew: Strong lager con grado alcolico 8%[10], prodotta in Danimarca e Regno Unito. Si presenta in lattine con un'inconfondibile colorazione oro e rossa. Fu prodotta la prima volta per commemorare la visita in Danimarca di Winston Churchill nel 1950[10]. Nel maggio 1951 due casse furono consegnate nella casa londinese di Churchill. Nella lettera di ringraziamento Churchill definì la bevanda "Lager Commemorativa". In Danimarca viene chiamata "Birra Pasquale". Per il mercato inglese Carlsberg chiamò il prodotto Special Brew e la produzione partì a Northampton negli anni 50.
- Carlsberg Elephant: Strong lager a doppio malto, composta da solo malto d'orzo e con grado alcolico 7,2%[11]. Prende il nome dai quattro elefanti situati all'ingresso principale della fabbrica della Carlsberg a Copenaghen[12]. Prodotta per la prima volta nel 1959 si presenta con un colore dorato pallido ed una schiuma bianca[13].
- Carlsberg Citrus: birra aromatizzata con lime con grado alcolico 2,8%[14].
- Carlsberg Export: birra Pilsner con grado alcolico 4,8%, caratterizzata dal gusto amaro e dalle note di malto[15].
- Organic Carlsberg Hof: organic beer con grado alcolico 4,2%[16], disponibile anche in versione analcolica[17]
- Carlsberg 47: Birra natalizia prodotta per la prima volta nel 1972 per commemorare il centoventicinquesimo anniversario della fondazione della Carlsberg; viene venduta ogni anno nel periodo che va da fine novembre ai primi di gennaio, è caratterizzata da un gusto rotondo e dolce con aromi di caramello[18].
- Carlsberg Nordic Hvede: birra di frumento analcolica caratterizzata da note fruttate e leggermente speziate di cereali, banane, agrumi e chiodi di garofano[19].
- Carlsberg Nordic Gylden Bryg: birra Pilsner analcolica caratterizzata da note floreali e dal profumo di luppolo[20].
- Carlsberg Sort Guld: lager dal colore giallo paglierino con grado alcolico 5,8%, caratterizzata da un'amarezza più marcata rispetto alla tradizionale Carlsberg[21].
- Gamle Carlsberg: Birra alle castagne di tipo bavarese, originariamente prodotta da Jacobsen nel 1846[22].
- Gl. Carlsberg Porter: birra Bock scura con un aroma caratterizzato da note di radice di liquirizia, caffè appena tostato, cioccolato amaro e alcol da riscaldamento[23].
- Master Brew: Strong Pilsner con grado alcolico 10,5%, caratterizzata dal colore dorato e dall'aroma fruttato, vinoso e leggermente floreale[24].